# Такахама (Айті)

Такаха́ма (яп. 高浜市, たかはまし, МФА: [takahama ɕi̥]?) — місто в Японії, в префектурі Айті. Розташоване в центрально-південній частині префектури, на східному березі річки Сакай.   Виникло на основі сільських поселень раннього нового часу. Отримало статус міста 1970 року. Площа становить 13,00 км². Станом на 1 серпня 2011 року населення складало 44 412  осіб, густота населення — 3420 осіб/км².  Основою економіки є сільське господарство, птахівництво, автомобілебудування, виробництво електротоварів, комерція. Традиційні ремесла — виготовлення мікавських черепиці і ляльок.  